# Cera de carnauba

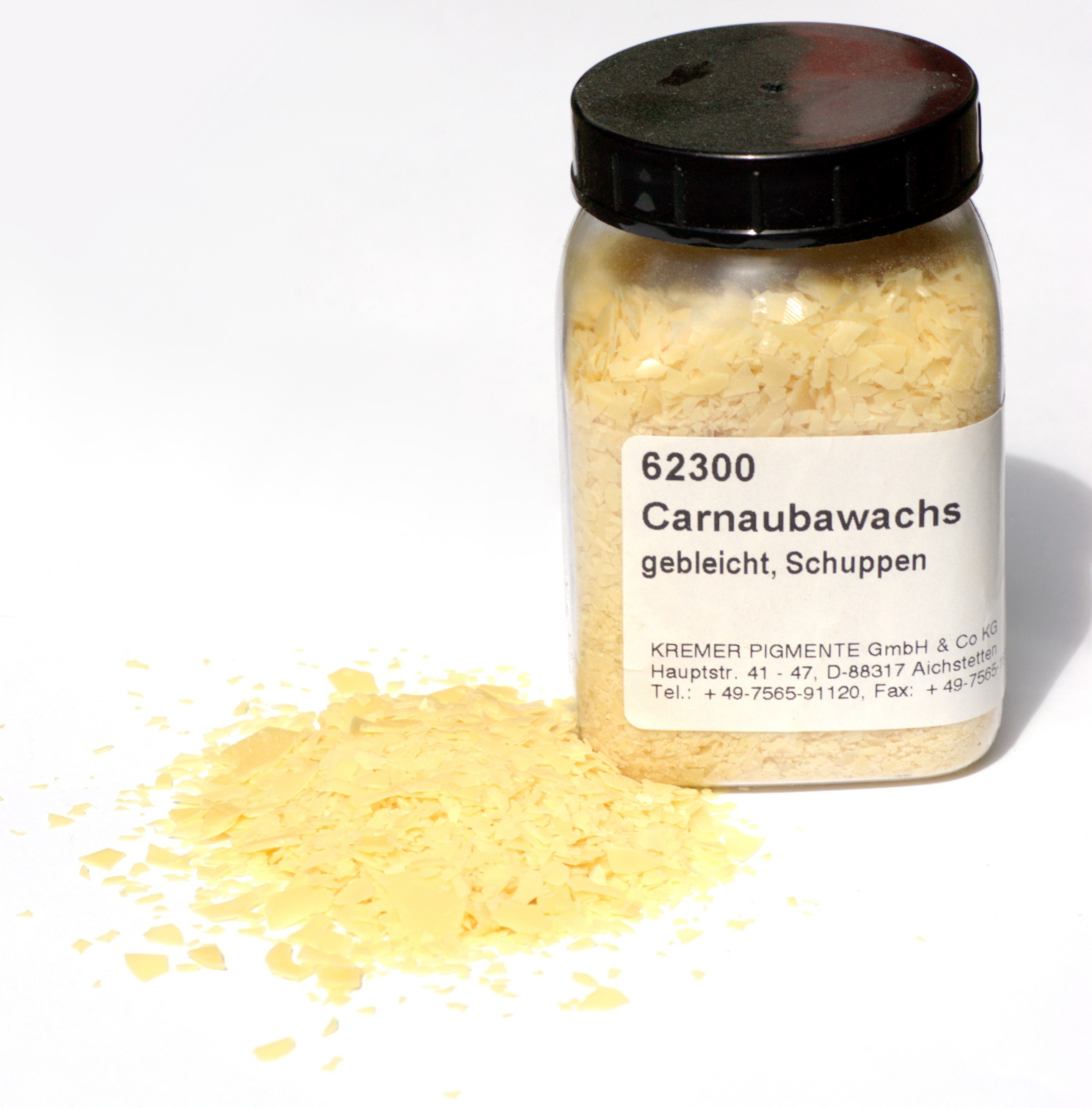
Cera de carnauba

La cera de Carnauba, també anomenada cera del Brasil i cera de palmera, és una cera que s'obté de la palmera Copernicia prunifera, nativa del nord-est del Brasil als estats brasilers de Piauí, Ceará, i Rio Grande do Norte. Es coneix com la reina de les ceres La cera s'obté collint les fulles i donant-lps cops per treure'n la cera, que posteriorment es refina.

## Composició

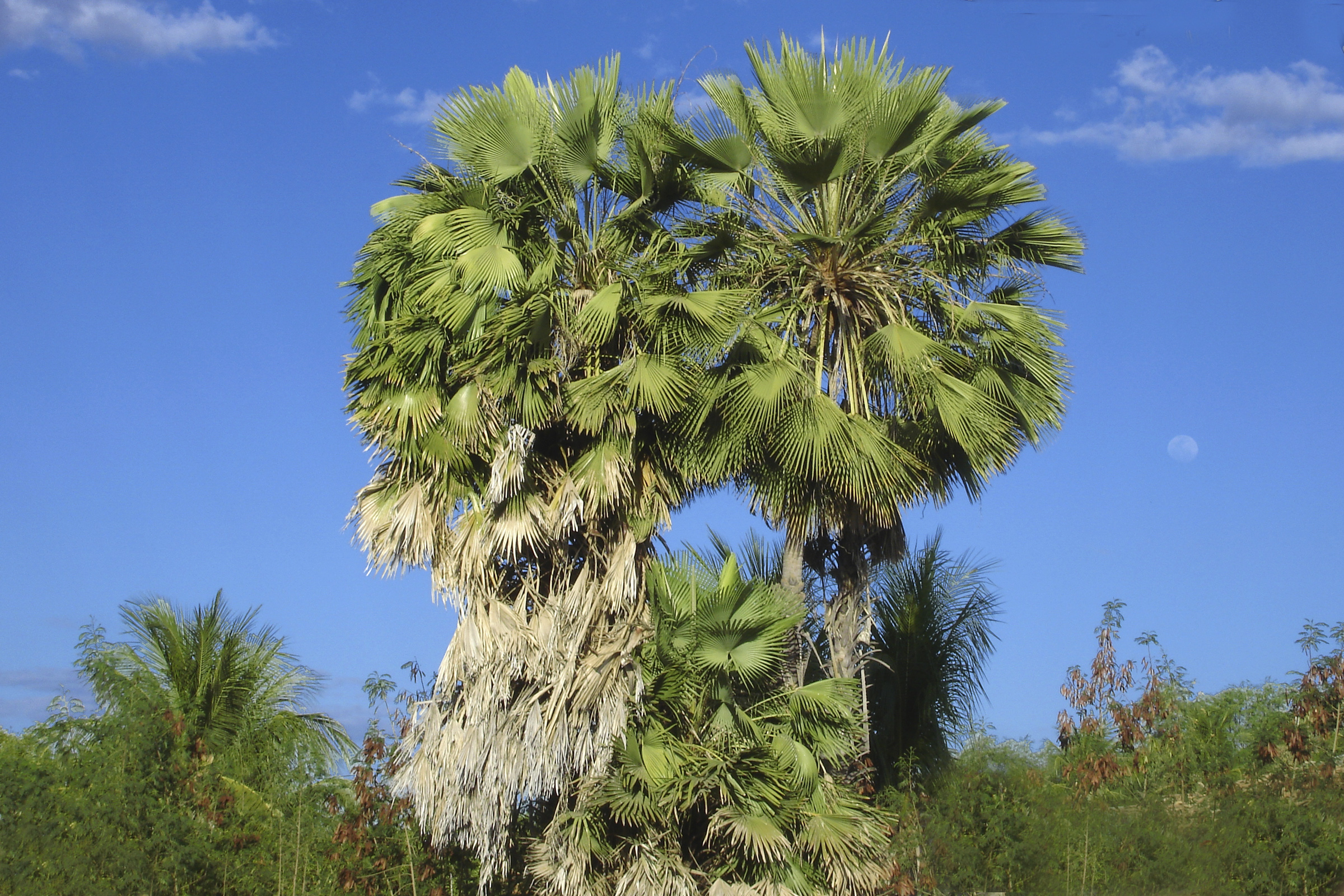
Palmera de la Carnauba

Els principals components són èsters alifàtics (40%), dièsters d'àcid 4-hidroxicinàmic (21%), àcids ω-hidroxicarboxílics (13%), i alcohols d'àcids grassos (12%).

## Usos

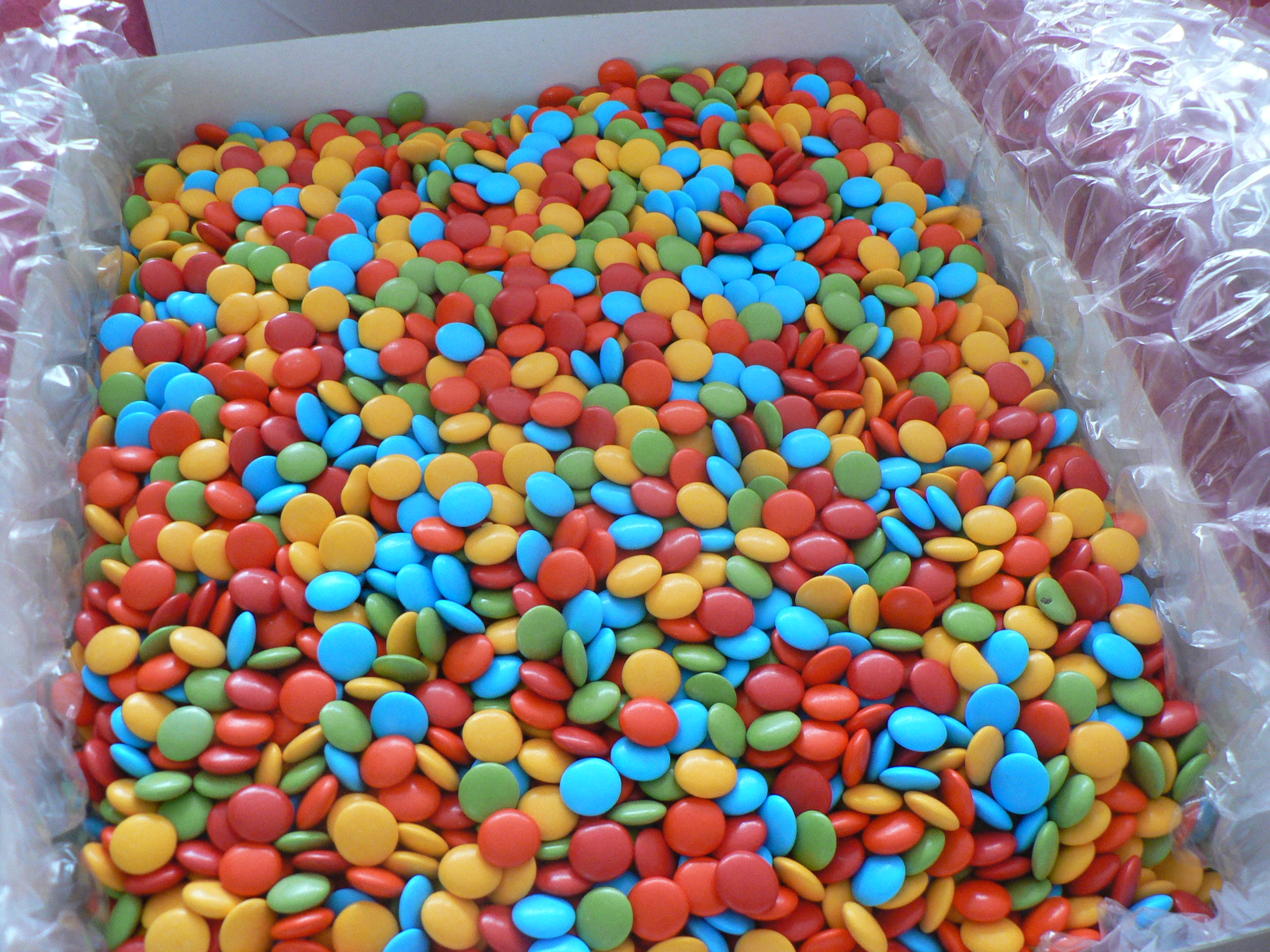
Dolços recoberts de cera de carnauba

Es fa servir en ceres per la indústria de l'automòbil, enllustrat de calçat, productes alimentaris i ceres per a mobles especialment mesclada amb cera d'abella i trementina. També es fa servir per fabricar paper i en les taules de surf combinada amb oli de coco. És hipoal·lergènica i emol·lient i per això apareix en cosmètics. També en pipes fetes de bruc.
En alimentació es fa servir en productes de flequers, xiclets, sucs de fruites i altres.
També es fa servir en farmàcia com cobertura de medicaments.
El 1890, Charles Tainter patentà l'ús de la cera de carnauba en cilindres del fonògraf
En electrònica es fa servir en forma d'aerosol per a semiconductors i en explosius.

## Característiques
- Nombre E de la Unió Europa: E903.
- Punt de fusió: 82-86 °C un dels més alts entre les ceres naturals.
- Densitat 0,97
- Pràcticament insoluble en aigua i etanol, soluble en calent en acetat d'etil i xilè.